# Ministère du Climat et de l'Énergie (Danemark)
Pour les articles homonymes, voir Ministère de l'Énergie.
Le ministère du Climat, de l'Énergie et de l'Approvisionnement est un ministère danois qui supervise la politique énergétique du pays. Il est dirigé par Lars Aagaard depuis le 15 décembre 2022.

## Histoire
Le précurseur du ministère du Climat et de l'Énergie, le ministère de l'Énergie (en danois : Energiministeriet) est créé en 1979 à partir du département de l'énergie du ministère du Commerce. 
En 1994, il est dissout au sein du ministère de l'Environnement. En 2005, ce département est à son tour détaché de ce ministère pour former le ministère des Transports et de l'Énergie. 
Le 23 novembre 2007, il redevient indépendant, reprenant le secteur du Climat au ministère de l'Environnement, formant ainsi le ministère du Climat et de l'Énergie. 
Entre 2014 et 2015, il devient également compétent en matière de Travaux publics.

## Liste des ministres
| Nom | Nom                      | Gouvernement                         | Début du mandat   | Fin du mandat     |
| --- | ------------------------ | ------------------------------------ | ----------------- | ----------------- |
|     | Poul Nielson             | Anker Jørgensen IV et V              | 26 octobre 1979   | 10 septembre 1982 |
|     | Knud Enggaard            | Poul Schlüter I                      | 10 septembre 1982 | 12 mars 1986      |
|     | Svend Erik Hovmand       | Poul Schlüter I et II                | 12 mars 1986      | 3 juin 1988       |
|     | Jens Bilgrav-Nielsen     | Poul Schlüter III                    | 3 juin 1988       | 18 décembre 1990  |
|     | Anne Birgitte Lundholt   | Poul Schlüter IV                     | 18 décembre 1990  | 25 janvier 1993   |
|     | Jann Sjursen             | Nyrup Rasmussen I                    | 25 janvier 1993   | 27 septembre 1994 |
|     | Svend Auken              | Nyrup Rasmussen II, III et IV        | 27 septembre 1994 | 27 novembre 2001  |
|     | Poste supprimé           | Fogh Rasmussen I                     | 27 novembre 2001  | 18 février 2005   |
|     | Flemming Hansen          | Fogh Rasmussen II                    | 18 février 2005   | 12 septembre 2007 |
|     | Jakob Axel Nielsen       | Fogh Rasmussen II                    | 12 septembre 2007 | 23 novembre 2007  |
|     | Connie Hedegaard         | Fogh Rasmussen III Løkke Rasmussen I | 23 novembre 2007  | 24 novembre 2009  |
|     | Lykke Friis              | Løkke Rasmussen I                    | 24 novembre 2009  | 3 octobre 2011    |
|     | Martin Lidegaard         | Thorning-Schmidt I                   | 3 octobre 2011    | 3 février 2014    |
|     | Rasmus Helveg Petersen   | Thorning-Schmidt II                  | 3 février 2014    | 28 juin 2015      |
|     | Lars Christian Lilleholt | Løkke Rasmussen II et III            | 28 juin 2015      | 27 juin 2019      |
|     | Dan Jørgensen            | Frederiksen I                        | 27 juin 2019      | 15 décembre 2022  |
|     | Lars Aagaard             | Frederiksen II                       | 15 décembre 2022  | en cours          |